# Acanthotheelia
Acanthotheelia is een geslacht van uitgestorven zeekomkommers die in het Trias voorkwamen op de plaats waar nu Polen ligt.

## Soorten
- Acanthotheelia spinosa Frizzell en Exline, 1955 † (typesoort)
- Acanthotheelia anisica Mostler, 1968 †
- Acanthotheelia spiniperjorata Zawidzka, 1971 †